# Dobrá Voda (Malčín)
Dobrá Voda (německy Guttenbrunn) je osada, část obce Malčín v okrese Havlíčkův Brod. Nachází se asi 2 km na jihozápad od Malčína. V roce 2009 zde bylo evidováno 5 adres. V roce 2001 zde trvale žilo 5 obyvatel. Dobrá Voda leží v katastrálním území Malčín o výměře 12,74 km2.
Roku 1725 byla vystavěna Janem Jiří Hogelem sklářská huť, sestávající postupně z šesti budov, mezi nimi tzv. skelmistrův dům (zámeček), patrová dvoukřídlá barokní budova s věžičkou. Roku 1794 přešla sklárna do majetku rodiny Welzelů, kterým patřila až do roku 1945. Provoz sklárny byl však ukončen již v roce 1871. 

## Galerie

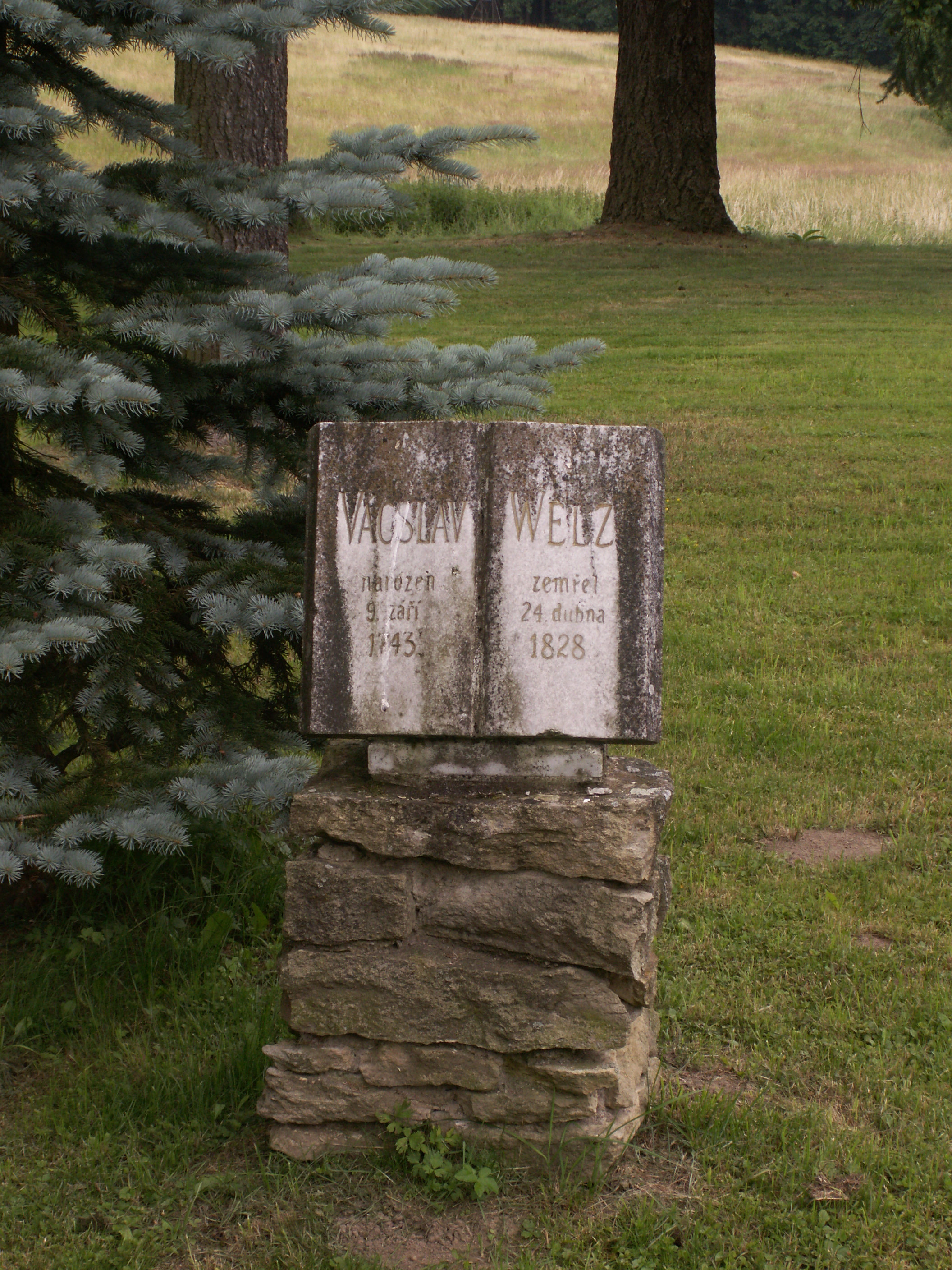
Památník Václava Welze majitele sklárny v Dobré Vodě
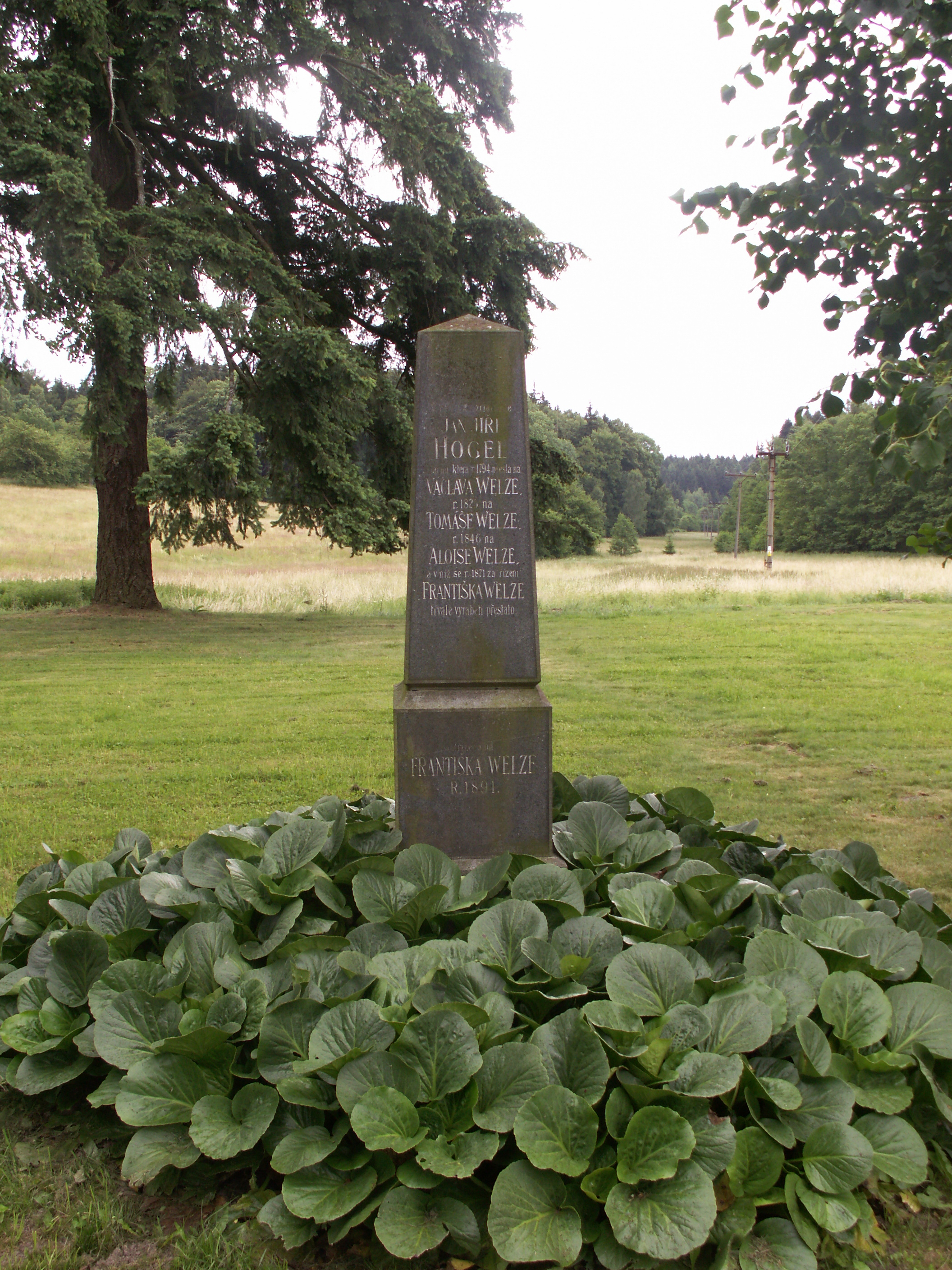
Pomník majitelům sklárny Dobrá Voda
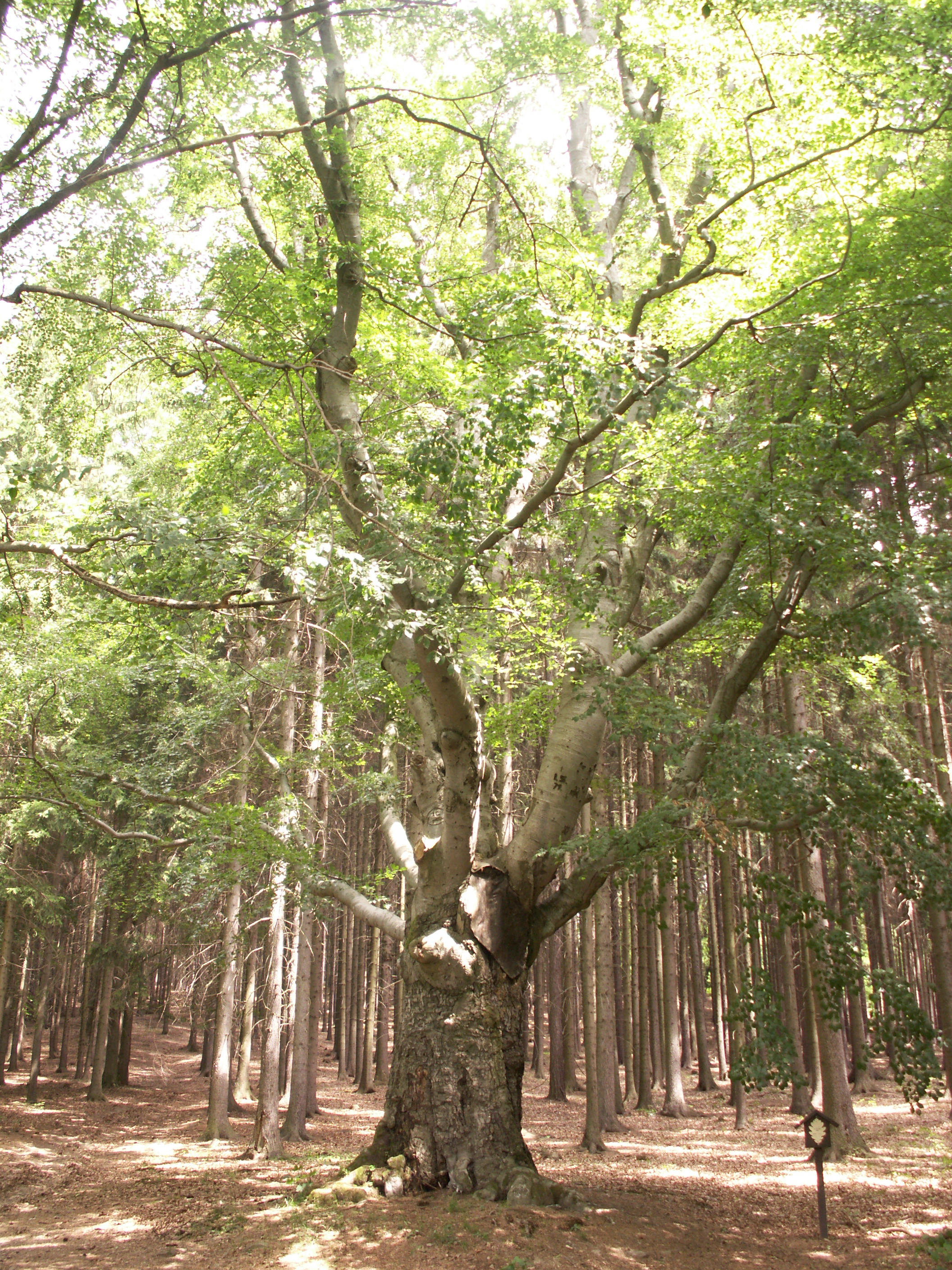
Žižkův buk u Dobré Vody, odhad stáří 600 let, obvod kmene 480 cm
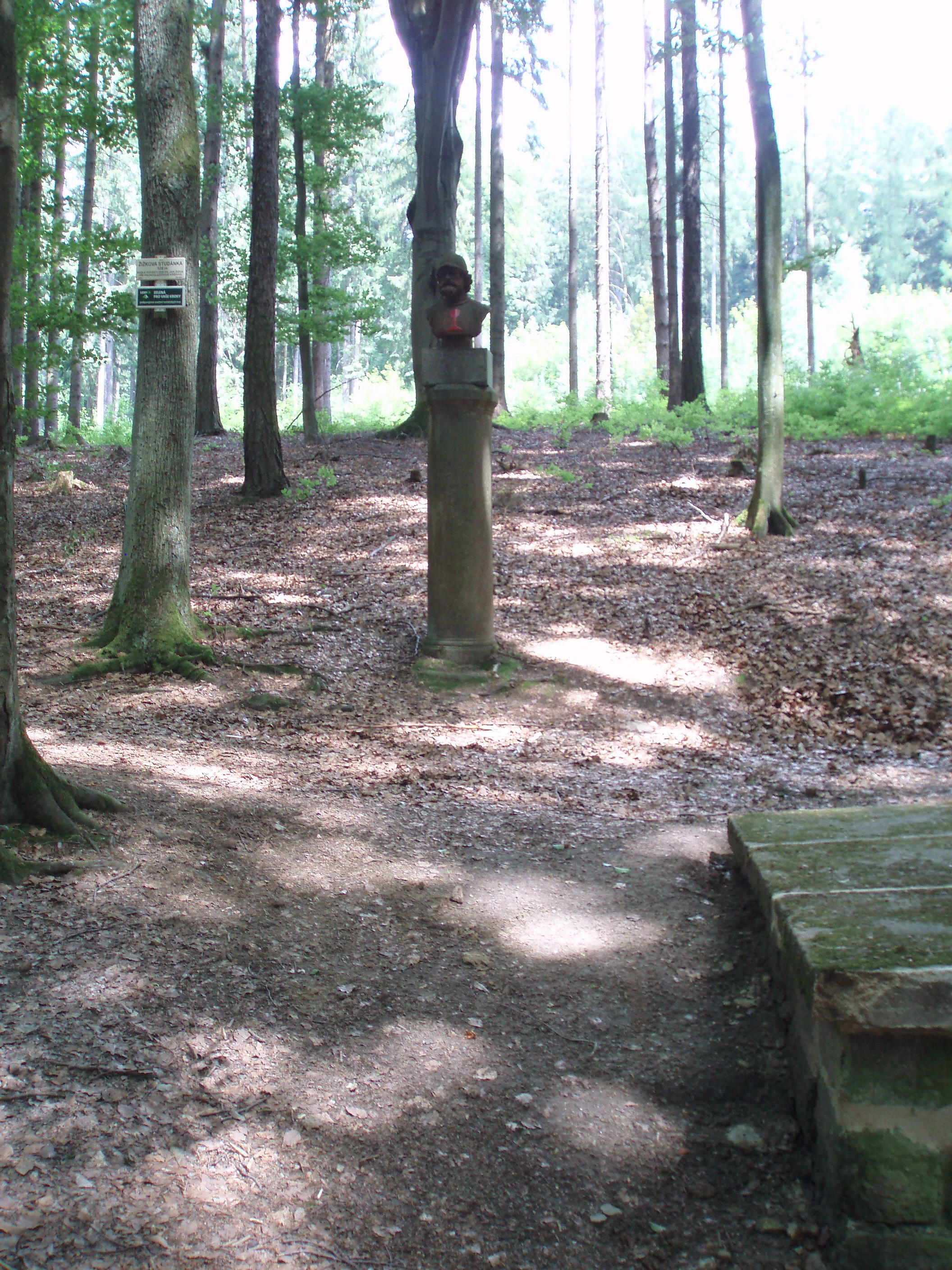
Žižkova studánka